# Michael Schudson
Michael S. Schudson (Milwaukee, 3 de novembro de 1946) é professor de jornalismo na escola de graduação em jornalismo da Universidade de Columbia e professor adjunto no departamento de sociologia. Ele é professor emérito da Universidade da Califórnia, San Diego, e é especialista em áreas como história do jornalismo, sociologia da mídia, comunicação política e cultura pública.

## Biografia
Schudson cresceu em Milwaukee, Wisconsin. Ele recebeu seu B.A. da Swarthmore College (1969) e seu M.A. (1970) e Ph.D. (1976) da Universidade de Harvard, em sociologia. Ensinou na Universidade de Chicago de 1976 a 1980, e na Universidade da Califórnia, San Diego, de 1980 a 2009. De 2006 a 2009, atuou no corpo docente da Universidade da Califórnia, San Diego e Columbia. Ele trabalha em período integral na Columbia desde 2009
Schudson recebeu prêmios importantes, como uma bolsa Guggenheim, uma bolsa residencial no Centro de Estudos Avançados em Ciências do Comportamento da Universidade de Stanford e uma bolsa de estudos "genial" da MacArthur. Ao ser nomeado bolsista da MacArthur em 1990, a fundação o identificou como "um intérprete da cultura pública e da memória coletiva ou cívica". Ele também recebeu um doutorado honorário da Universidade de Groningen em 2014.

## Trabalhos
Schudson é autor de sete livros e editor de três outros sobre a história e a sociologia do jornalismo americano, a história da cidadania e participação política dos Estados Unidos, publicidade, cultura popular, publicação de livros e memória cultural. Seus livros, Discovering the News (Basic Books, 1978), Advertising, the Uneasy Persuasion (Basic Books, 1984), The Good Citizen: A History of American Civic Life (Free Press, 1998), The Sociology of News (W. W. Norton, 2003, 2011), e Why Democracies Need an Unlovable Press (Polity Press, 2008), foram todos publicados em tradução chinesa. Seus outros trabalhos incluem Watergate in American Memory (Basic Books, 1992); The Power of News (Harvard University Press, 1995), Reading the News (Pantheon, 1986), co-editado com Robert K. Manoff; Rethinking Popular Culture (University of California Press, 1991), co-editado com Chandra Mukerji; e The enduring book (vol. 5 de A história do livro na América, University of North Carolina Press, 2009), co-editado com David Paul Nord e Joan Shelley Rubin.
Seus livros são revisados em publicações especializadas e gerais. O Journal of American History julgou The Good Citizen (1998) como "relevante, imaginativo e determinado a enfrentar os fatos" e o The Economist instou todos os americanos a lê-lo. O Times Higher Education (Reino Unido) chamou o livro Why Democracies Need an Unlovable Press (2008) de "eloquente e sábio".
Schudson publica em revistas acadêmicas e de interesse geral. Na edição de inverno de 2019 da Columbia Journalism Review, ele escreveu um histórico de problemas de "confiança" relacionados a reportagens jornalísticas nos Estados Unidos, uma revisão histórica de tais problemas, e a origem do termo "a mídia", intitulado Queda, ascensão e queda da confiança da mídia. Ele ofereceu uma avaliação sobre se e como a confiança pode ser cultivada por jornalistas e editores; seu subtítulo é: "Há coisas piores do que ser amplamente rejeitado".
Ele é co-autor, com Leonard Downie Jr., de uma reportagem sobre o futuro das notícias, A reconstrução do jornalismo americano (2009), patrocinada pela escola de jornalismo Columbia.

## Livros
- Discovering the News: A Social History of American Newspapers (1978) ISBN 978-0-465-01666-2
- Advertising, the Uneasy Persuasion (1984) ISBN 978-0-465-00079-1
- Reading the News (1986) - editou com Robert K. Manoff ISBN 978-0-394-74649-4
- Rethinking Popular Culture: Contemporary Perspectives in Cultural Studies (1991) - editou com Chandra Mukerji ISBN 978-0-520-06893-3
- Watergate in American Memory: How We Remember, Forget and Reconstruct the Past (1992) ISBN 978-0-465-09084-6
- The Power of News (1995) ISBN 978-0-674-69587-0
- The Good Citizen: A History of American Civic Life (1998) ISBN 978-0-674-35640-5
- The Sociology of News (2003, 2011) ISBN 978-0-393-97513-0
- Why Democracies Need an Unlovable Press (2008) ISBN 978-0745-64452-3
- The Enduring Book (vol. 5 of The History of the Book in America) (2009) - editou com David Paul Nord e Joan Shelley Rubin ISBN 978-0-807-83285-1